# Małopole (gmina)
Małopole (od 1949 Dąbrówka) – dawna gmina wiejska istniejąca do 1948 roku w woj. warszawskim (dzisiejsze woj. mazowieckie). Nazwa gminy pochodzi od wsi Małopole, lecz siedzibą władz gminy była Dąbrówka.
W okresie międzywojennym gmina Małopole należała do powiatu radzymińskiego w woj. warszawskim. Po wojnie gmina zachowała przynależność administracyjną. 1 stycznia 1949 roku gmina została zniesiona, po czym z jej obszaru utworzono gminę Dąbrówka z siedzibą w Dąbrówce.